# آلیس ویارئال

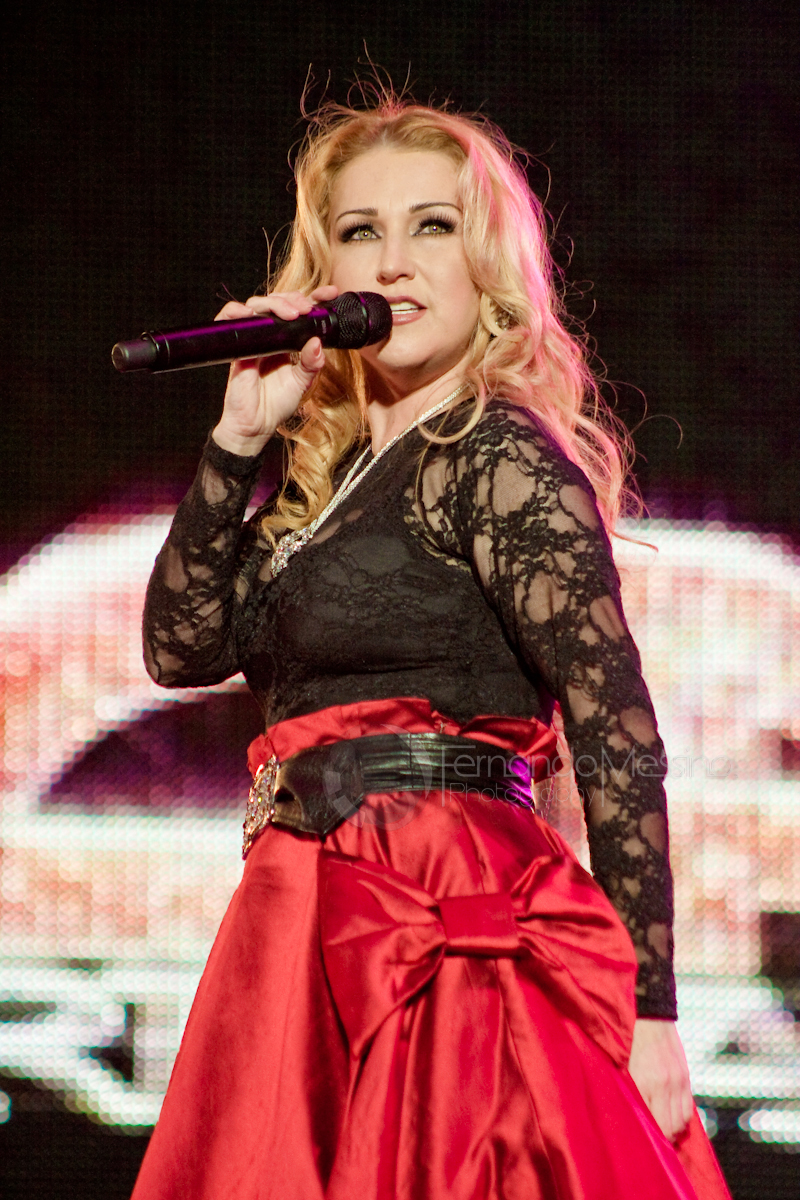

مارتا آلیسیا ویارئال اسپارزا (سن نیکولاس د لوس گارزا، نوئوو لئون،  ۳۱ اوت ۱۹۷۱)، معروف به آلیشیا ویارئال، خواننده، ترانه‌سرا و بازیگر مکزیکی است که از سال ۱۹۹۲ خواننده و تصویرگر گروه Grupo Límite است. او موفق شد بیش از ۱ میلیون نسخه از اولین آلبوم خود را بفروشد. او در دو نوبت برنده جایزه گرمی لاتین در رده بهترین آلبوم گروهی شده‌است.